# Peter Michael Hamel

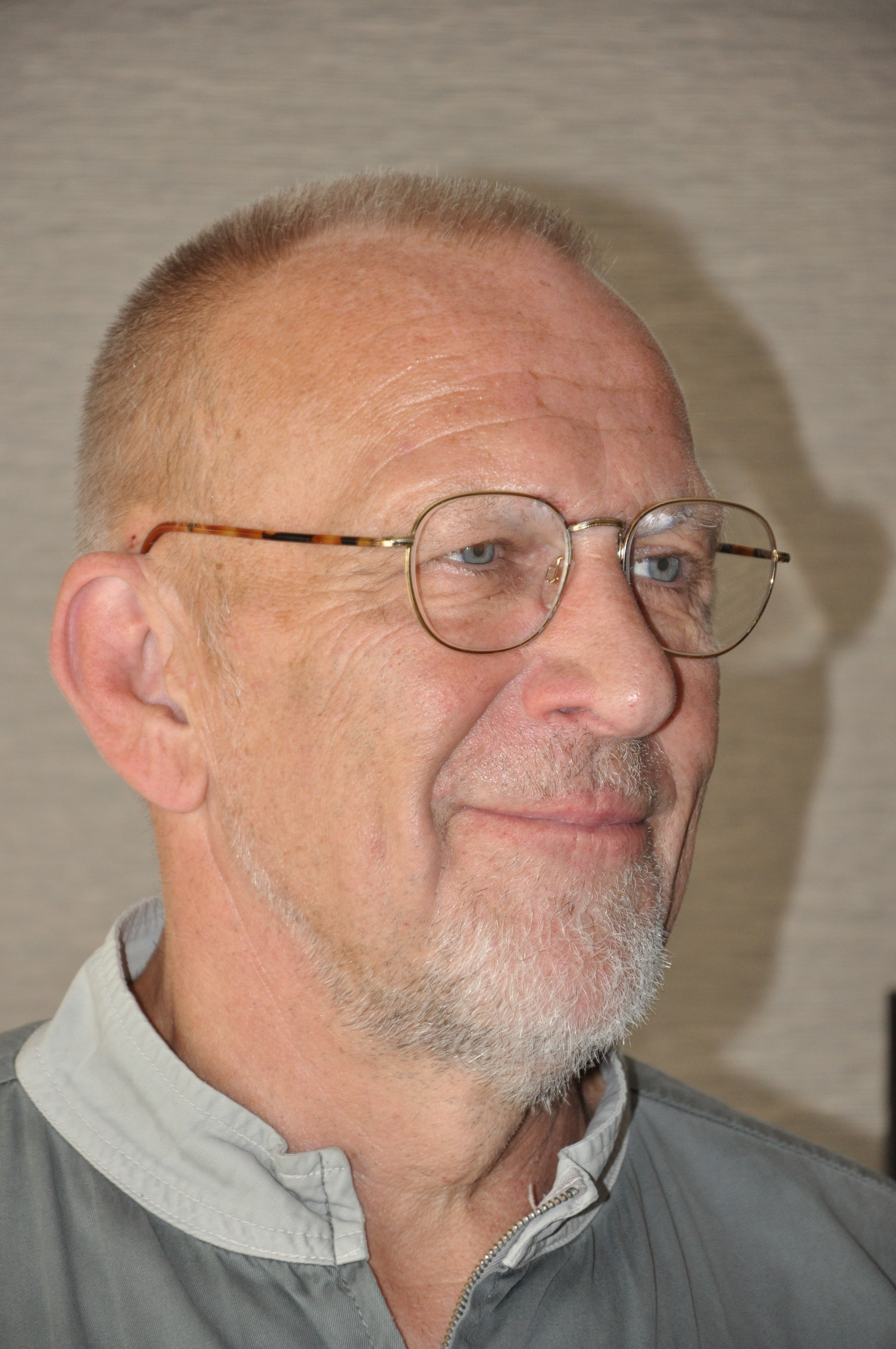
Peter Michael Hamel (2011)

Peter Michael Hamel (* 15. Juli 1947 in München) ist ein deutscher Komponist, der mit seinen Werken und als Improvisator am Klavier im engen Kontakt mit namhaften Musikern nicht-europäischer Kulturen eigenständige Ansätze zu einer integrativen Musik entwickelt hat.

## Leben und Schaffen
Peter Michael Hamel hatte seit dem fünften Lebensjahr Klavierunterricht bei seiner Großtante Amalie Jensen-Pletsch, lernte Violine, Violoncello und Horn und studierte nach privatem Kompositionsunterricht bei Fritz Büchtger Komposition bei Günter Bialas an der Musikhochschule München, außerdem Musikwissenschaft bei Thrasybulos Georgiades in München und Carl Dahlhaus in West-Berlin. Zeitgleich beschäftigte er sich mit Free Jazz, politischem Kabarett, Musique concrète und schrieb Schauspiel- und Fernsehspielmusik für Inszenierungen seines Vaters Kurt Peter Hamel (1911–1979).
Zwischen 1969 und 1974 arbeitete er vorwiegend mit amerikanischen Komponisten zusammen, etwa mit John Cage, Morton Feldman und Terry Riley, nahm an Seminaren von Karlheinz Stockhausen teil und als Mitarbeiter von Josef Anton Riedl an dessen multimedialen Projekten, improvisierte mit Jazzmusikern, aber auch mit Luc Ferrari oder Carl Orff. Außerdem arbeitete er in der von ihm mitgegründeten Gruppe Between, deren Debütalbum 1971 Einstieg hieß und die 1973 mit Dharana und 1974 mit der Jazz-&-Lyrik-Produktion Hesse Between Music Aufmerksamkeit erregte. Hamel spielte auch zahlreiche Schallplatten unter eigenem Namen ein, meist mit elektronischen Mitteln, aber auch am präparierten Klavier und auf der Orgel (u. a. Organum, Colours of Time, Bardo und Transition). In den Jahren 1973 bis 1978 weilte er insgesamt fünf Mal zum Studium der traditionellen Musik in Indien. Zu seinen Lehrmeistern gehörten Pandit Patekar (Nordindischer Khyal-Gesang), Ustad Imrat Khan (Sitar), Pandit Sankha Chatterjee (Tabla), Pandit Ram Narayan (Sarangi), Srimati Subbhulaksmi (Karnatische Musik) und die "Dagar Brothers" (Nordindischer Dhrupad-Gesang). Außerdem widmete er sich intensiv dem Studium der Musikethnologie und nahm auf zahlreichen Tourneen in aller Welt die musikalischen Eindrücke fremder Kulturen in sich auf.
Als Stipendiat der Villa Massimo in Rom schrieb Hamel 1979/80 sein erstes abendfüllendes Bühnenwerk Ein Menschentraum, 1981 am Staatstheater Kassel von Dieter Dorn uraufgeführt. 1987 folgte die Lyrikoper Kassandra für die FRANKFURT FESTE. Seine erste Sinfonie Die Lichtung wurde 1988 von den Münchner Philharmonikern unter Sergiu Celibidache uraufgeführt, 1990 folgte ein Violinkonzert für Christiane Edinger in der Reihe musica viva in München. Zum 100. Geburtstag der Münchner Philharmoniker 1995 entstand Missa, es folgten oratorische Werke wie Passion und Menschenrechte. Sein vielleicht radikalstes Musiktheaterprojekt Shoah, auch als Radiokomposition (BR/WDR), setzt sich mit dem Holocaust auseinander (1996).
Von 1994 bis 1996 lehrte Hamel als Gastprofessor an der Musikhochschule Graz. In den Jahren 1997 bis 2012 hatte er in der Nachfolge von György Ligeti eine Professur für Komposition und Musiktheorie an der Hochschule für Musik und Theater Hamburg inne. 1998 wurde er zum Mitglied der Freien Akademie der Künste in Hamburg berufen und war dort von 2001 bis 2012 Vorsitzender der Musiksektion. Mit seinem 1998 gegründeten Interkulturellen Musikinstitut in Aschau im Chiemgau schuf er ein über die Grenzen des akademischen Betriebs hinaus arbeitendes Forum für den Dialog der Kulturen, für harmonikale Grundlagenforschung, akustische Kunst, Gruppenimprovisation und Ethnomusikologie.
Als Autor wurde Hamel mit dem Buch Durch Musik zum Selbst (1976; Neufassung 1980) bekannt, in dem die Zusammenhänge zwischen menschlichem Bewusstsein und Musik beschrieben werden. Dadurch galt Hamel als einer der Vorläufer der New-Age-Bewegung, von der er sich aber stets distanzierte, zumal er mit komplexeren sinfonischen Werken in Erscheinung trat. Über seine Komposition "Maitreya" und seine Begegnung mit Anagarika Govinda schrieb er 2016 in seinem Beitrag zur Festschrift für Volker Zotz.

## Stilistik
Hamel spielt und komponiert eine von ihm selber als "integrativ" bezeichnete Musik, die ihre Wurzeln in der Interkulturalität hat und die sich im politischen Sinne als Gegenentwurf zur Haltung des Kolonialismus versteht. Auf der Grundlage umfassender Kenntnisse verschiedenster europäischer und außereuropäischer Aufführungsformen aus alter und neuer Zeit und in bewusst herbeigeführter Abgrenzung gegenüber den stilistischen Normen der zentraleuropäisch orientierten Avantgarde in der Musik hat er "in den späten 1960er Jahren aus der Erfahrung mit den damals avantgardistischen Techniken heraus" eine "eigenständige Position" entwickelt. Als integrativ ist Hamels Musik insofern zu begreifen, als sie alle Fremdeinflüsse auf dem Weg der Anverwandlung mit dem Eigenen zu einer unauflöslichen Verbindung gelangen lässt. Dabei werden das Eigene und das Fremde nicht als Gegensätze, sondern eher als unterschiedliche Ausprägungen ein und derselben Ur-Musikalität aufgefasst, die im jeweils neu zu schaffenden Musikstück freizulegen und aufzuspüren ist. Hierzu der Komponist: "Dieser geistig neuen Musik geht es darum, aus allen Musiktraditionen zu lernen, vergessene Hintergründe aufzuspüren und die ursprüngliche Funktion der Musik, ihre Bindung an tiefste menschliche Erfahrungen, wieder ins Licht zu rücken." Stefan Fricke definiert das Ideal einer integrativen Musik als die Einheit von verstandesmäßig erfassbaren und mythisch bzw. magisch erlebbaren Grundschichten. Insofern ist auch Michael Töpel zuzustimmen, der Hamels Improvisieren und Komponieren als einen "Prozeß der Selbstfindung" beschreibt. Auf diesem Wege fand der Komponist in den Schriften des Schweizer Kulturphilosophen Jean Gebser wertvolle Denkanstöße.
Einer Zuordnung zu einer der musikalischen Hauptrichtungen des 20. Jahrhunderts entzieht sich Hamels Musik auf Grund ihrer stilistischen Eigenständigkeit: "Die Tatsache, dass Peter Michael Hamel in keine der landläufigen Schubladen passt, in die man die Kunst und ihre Künstler so gerne einordnen möchte, ist seit jeher sein unveränderliches Kennzeichen." Der Ausgangspunkt seiner Entwicklung ist in der zeitgenössischen Musik der späten 60er-Jahre zu suchen, die er im Lauf seines Musikstudiums kennenlernte. Dass er, wie es im Zuge der Neuorientierung nach 1945 üblich war, die Werke auch der Wiener Schule (Moderne) und anderer wichtiger Komponisten des 20. Jahrhunderts (vor allem Béla Bartók) genauestens studiert hatte, gehört zu den Selbstverständlichkeiten seiner auf Offenheit angelegten Persönlichkeit. Doch schien sein Herz "damals nicht für die post-webernschen Traditionen zu schlagen, die sich so dominant in Deutschland entwickelten", erinnert sich Terry Riley, der 1972 erstmals mit Hamel zusammen musiziert hatte. Den syntaktischen Verknüpfungen im klassisch-romantischen Formdenken setzte Hamel schon früh eigene Versuche mit sog. "offenen Formen" entgegen und ersetzte das motivisch-thematische Geschehen durch repetitive Muster. Damit ergaben sich zwangsläufig Überschneidungen mit der Musik des sog. Minimalismus, zu dem er schon auf Grund persönlicher Begegnungen mit Musikern wie Terry Riley eine innere Beziehung hatte.
Hamels in Notenschrift fixierte Kompositionen gehen vielfach auf das Improvisieren am Instrument zurück. Zwischen Improvisation und einem daraus hervorgegangenen Werk sieht Hamel enge Verbindungen: "Improvisation bedeutet klangliche Realisation des soeben Erdachten, bedeutet also spontane Formulierung des momentanen Einfalls. [...] Das fertige Stück stellt dann gewissermaßen eine geronnene Zeitgestalt mit immanenter Dauer dar, beliebig oft wiederholbar." Demzufolge geht auch von der Aufführung solcher Stücke oftmals eine besondere Wirkung aus, indem der Zuhörer aus dem Erleben der regulär verlaufenden Zeit in einen als "Zeitlosigkeit" gefühlten Zustand gerät. Indem es hier weniger um das "Mit-Denken" motivisch-thematischer Verläufe als um ein Eintauchen in die klanglichen Ereignisse geht, treten traditionelle Formmodelle in den Hintergrund und "dienen nur noch als Rahmenvorstellung für Klänge, die keinen Richtungswillen mehr haben." Dabei gehen Hamels Stücke weit über das Stadium von zu Papier gebrachten Improvisationen hinaus und unterliegen einem von wachem musikalischem Spürsinn getragenen kompositorischen Kalkül. Dieses ist indessen stärker von allgemeinen Vorstellungen als von der Observanz irgendwelcher Regeln und Normen geprägt, und hierdurch erfährt Hamels Musik einen hohen Grad von Authentizität. Auch spielt das klangliche Erscheinungsbild der Musik eine zentrale Rolle. Aufgewachsen im Umgang mit den traditionellen westlichen Musikinstrumenten Orgel, Klavier, Violine, Violoncello und Horn und bis auf den heutigen Tag am Klavier tätig als Interpret seiner eigenen Stücke, hat er sich schon früh der Klangerweiterungen des präparierten Klaviers bedient und war damit klanglich in die Nähe der südostasiatischen Gamelan-Musik geraten, deren Praxis und Strukturen er in ethnomusikalischen Studien genauer kennenlernte. Kaum zu überschätzen sind die Anregungen, die er durch außereuropäische Musiker erhielt, die während der Olympischen Sommerspiele 1972 in München auftraten und auf der von Josef Anton Riedl organisierten "Olympischen Spielstraße einen Querschnitt der internationalen Folklore" präsentierten. Die Darbietungen der "afrikanischen und südamerikanischen Rhythmusgruppen" ergänzten, was der junge Komponist im Verlauf der ebenfalls im Sommer 1972 durchgeführten Veranstaltungsreihe "Weltkulturen und Moderne Kunst" hatte hören und erleben können. Den kreativen Umgang mit ungewöhnlichen Klängen und klingenden Materialien lernte er vor allem durch seine Zusammenarbeit mit dem Multitalent Josef Anton Riedl kennen, dessen improvisierte Performances seit den späten 60er-Jahren weltweit aufhorchen ließen. Durch Riedl hatte Hamel auch Zugang zu elektronischen Mitteln der Klangbearbeitung erhalten, die er im Rahmen seiner Band-Auftritte u. a. auch für Klangeffekte mit psychedelischer Wirkung einzusetzen verstand. Ungebrochen bis heute ist Hamels Neugier auf Instrumente, die in der westlichen Musik weniger bekannt sind und gewissermaßen "unverbraucht" klingen. Inspiriert von deren Klanglichkeit gelangt seine Erfindungsgabe zu immer wieder originellen Strukturen und Formen.

## Auszeichnungen
Zahlreiche Preise würdigten Hamels Schaffen, darunter Förderpreise der Städte Bonn (1974), Stuttgart (1975) und München (1977), der GEMA-Stiftung (1981), sowie zweimal „Rostrum of Composers“, Paris. Außerdem war er „Composer in Residence“ beim Schleswig-Holstein Musik Festival 1988. 1988 erhielt er den Schwabinger Kunstpreis. Anlässlich seines 60. Geburtstages wurde Hamel für seine Chormusik mit dem Gerhard-Maasz-Preis ausgezeichnet, in die Bayerische Akademie der Schönen Künste gewählt (von 2016 bis 2021 war Hamel Direktor der Musikabteilung) und mit der Veröffentlichung seiner ausgewählten Schriften (Ein neuer Ton) geehrt. 2008 wurde ihm der Gerda-und-Günter-Bialas-Preis verliehen. Anlässlich seiner akademischen Verabschiedung erhielt er im Juni 2012 die Ehrendoktorwürde der Hamburger Musikhochschule. Im Mai 2018 wurde Hamel als neues Mitglied in die Sektion Musik der Berliner Akademie der Künste gewählt.

## Werke (Auswahl)
Ein ausführliches Werkverzeichnis ist enthalten in: Peter Michael Hamel. (= Komponisten in Bayern. Band 61).
- Triophonie für Schlagzeug und Streichtrio (1966)
- Sophrosyne für Ensemble (1970)
- Mandala für präpariertes Klavier (1972)
- Samma Samadhi für gem. Chor, Orchester u. solist. Improvisation (1972)
- Dharana f. Orchester, solist. Improvisation und Tonband (1972)
- Dhyana f. gem. Chor und Improvisationsgruppe (1972)
- Diaphainon in memoriam Jean Gebser f. Orchester (1973/74)
- Maitreya Versuch einer integralen Musik f. Orchester (1974)
- Klangspirale f. 13 Spieler od. drei Orchestergruppen (1976/77)
- 1. Streichquartett (1980)
- Gestalt f. Orchester (1980)
- Semiramis Musik in drei Teilen f. Orchester (1982/83)
- Kassandra (Oper) f. Mezzosopran, 6-st. Frauenchor u. Orchester; Texte: Erich Arendt (1984/86)
- 2. Streichquartett (1985/86)
- Die Lichtung – Sinfonie in 6 Teilen f. gr. Orchester (1985/87)
- Violinkonzert (1986/89)
- Shoah – Die Endlösung Musiktheater; Texte: Gerhard Durlacher, Ruth Klüger. Nelly Sachs (1987/96)
- Vom Klang des Lebens – Tagebuch f. Klavier (1990/93)
- 3. Streichquartett (1991/93)
- Morton Feldman in my life f. Violine, Flöte, Marimbaph. u. Klavier (1994/95)
- Fünf Tore f. Orchester (1995/96)
- Passion (Oratorium) f. Soli, Sprecher, Chöre u. Orchester (1996)
- 4. Streichquartett (Nachklänge) (2000)
- 2. Sinfonie "Die Auflösung" f. Chor und Orchester (2000–07)
- Traumzeit Fünf kleine Stücke f. Altflöte (2005)
- Klavierquintett in 7 Teilen; zum 80. Geburtstag von Hans Otte (2006)
- YÜ – Die Begeisterung, Septett f. d. Asian Art Ensemble (2010)
- 4. Sinfonie "last minute" f. Orchester (2013)
- 5. Streichquartett (Hong – Die Dauer) (2015)
- 5. Sinfonie "Anamnesis" f. Orchester (2015)
- So kam ich unter die Deutschen – Gesangsszene aus Hölderlins "Hyperion" f. lyr. Tenor und präpariertes Klavier (2012/2016)
- Vom spielenden Gelingen – Klavierstücke zum Improvisieren, 3 Bände (2012–2017)
- Befreiung durch Hören für Sprecher und 8 Instrumente (2017/18)

## Buchveröffentlichungen
- Peter Michael Hamel: Durch Musik zum Selbst – Wie man Musik neu erleben und erfahren kann. Deutscher Taschenbuchverlag, 1980, ISBN 3-423-01589-6.
- Peter Michael Hamel: Ein neuer Ton – Ausgewählte Schriften zu einer ganzen Musik. Allitera Verlag, München 2007, ISBN 978-3-86520-261-1.